# Buckleynema
Buckleynema ist eine Gattung der Spulwürmer mit sieben Arten.

## Merkmale
Buckleynema hat die Eigenschaften der Quimperiinae. Charakteristika der Gattung sind die mit sechs Zähnen besetzte Mundhöhle und der im hinteren Abschnitt angeschwollene Ösophagus.

## Systematik
Zur Gattung gehören folgende Arten:
- Buckleynema baylisi Gupta & Naqui, 1986
- Buckleynema buckleyi Ali & Singh, 1954
- Buckleynema channai Gupta & Srivastava, 1984
- Buckleynema eutropiichthysi Gupta & Naqui, 1986
- Buckleynema kharei Misra & Sunil-Kumar-Tewar, 1986
- Buckleynema notopteri Gupta & Srivastava, 1984
- Buckleynema singhi Rai, 1969